# Nila jezik
Nila jezik (ISO 639-3: nil), austronezijski jezik koji se izborno govorio na otoku Nila (Laworkawra), danas u šest sela na jugu otoka Ceram (Seram) u Indoneziji. Na Ceram su izbjegli zbog vulkanskih aktivnosti na Nili. Na Nili se nekada nalazilo selo Rumadai koje je napušteno 1932, a posljednja erupcija dogodila se 1968.
Pripada timorskim jezicima i podskupini Nila-Serua. Oko 1 800 govornika (1989 SIL).

## Vanjske poveznice
- Ethnologue (14th)
- Ethnologue (15th)
- The Nila Language